# Lili Schultz

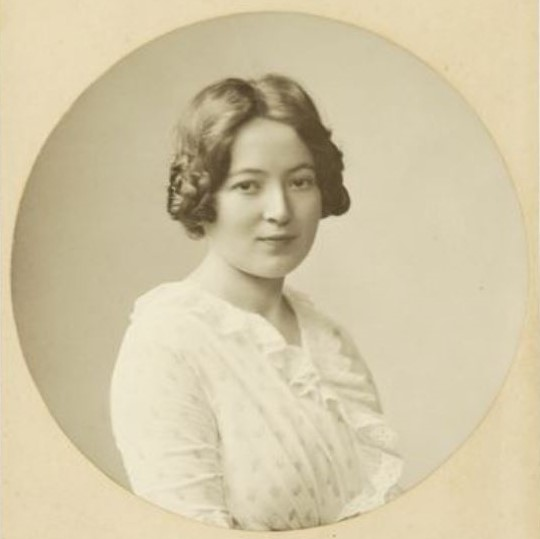
Lili Schultz (ca. 1912), fotografiert von Alfred Pieperhoff (1869–1934)

Lili Schultz (* 21. Juni 1895 als Johanna Elisabeth Schultz in Halle an der Saale; † 18. Juni 1970 in Seeshaupt am Starnberger See oder München) war eine deutsche bildende Künstlerin. Sie lehrte von 1925 bis 1958 an der Burg Giebichenstein Emaille-Gestaltung und hatte danach bis 1965 an der Werkkunstschule in Düsseldorf eine Professur inne.

## Leben
Lili Schultz war 1913 bis 1914 Schülerin der Kunstgewerbeschule Dresden und studierte von 1915 bis 1918 an der Burg Giebichenstein Kunsthochschule Halle bei Paul Thiersch, Anna Simons und Maria Likarz. In den Jahren 1917/18 führte sie nach Entwürfen von Thiersch gemeinsam mit Klara Maria Kuthe-Tarnay und Johanna Schütz-Wolff expressionistische Wandgemälde im halleschen Landesmuseum für Vorgeschichte aus. 1918 bis 1919 schloss sie ein Studium an der Königlichen Kunstgewerbeschule München bei Fritz Helmuth Ehmcke (Grafikklasse) an. In Dießen am Ammersee verbrachte sie die Jahre 1919 bis 1920 als Freiberuflerin. An der Burg Giebichenstein besuchte sie 1921 bis 1924 das Meisteratelier für Email. In dieser Zeit assistierte sie Paul Thiersch bei der Bühnenausstattung für die Händel-Festspiele Göttingen. 1924 bis 1925 schloss sich ein Studium am Bauhaus bei Paul Klee, Wassily Kandinsky und László Moholy-Nagy (Metallwerkstatt) an. Am 1. November 1925 übernahm sie bis 1958 die Führung der Email-Klasse an der Burg Giebichenstein.
Schon während ihrer Ausbildung beschäftigte sie sich mit alter und neuer Literatur über mittelalterliche sowie byzantinische Techniken des Emaillierens. Auf Grundlage dieses Wissens führte sie eigene Experimente durch, entwickelte Techniken weiter, schuf eigenwillige Materialeffekte und kombinierte verschiedene Emailletechniken neu. Bei Paul Thiersch wurde sie zu bildhaften Emailarbeiten und zur Anwendung in der Architektur inspiriert. Die Schöpfung des Fugen-Emaille stammt von ihr und Klara Kuthe. Die neue Technik eröffnete neue Anwendungsmöglichkeiten für großformatige Emaille-Gestaltungen in der Architektur. Sie verband die Erkenntnisse aus der Lehre der Burg Giebichenstein mit dem am Bauhaus erworbenen Wissen. Letztlich wurde sie mit ihrer Arbeit der Innenausstattung des Lloyd-Dampfers Bremen deutschlandweit bekannt.
Entsprechend der offiziellen Kulturpolitik ab 1933 wurden alle „Bauhäusler“ der Burg Giebichenstein bis auf Lily Schultz entlassen. Intellektuelles Künstlertum war unerwünscht, bodenständiges Handwerk sollte gelehrt werden. Schultz legte 1935 eine Meisterprüfung als Emailleurin ab. Sie ermöglichte ab 1936 gemeinsam mit Hellmuth Aßheuer (Goldschmiedemeister) und Margarete Ernst (* 1910; ab 1936 Emaillemeisterin) den Schülern und Schülerinnen eine Gesellenprüfung als Email-, Silber- oder Goldschmied abzulegen. Auch die Formensprache veränderte sich. Statt der sachlich-geometrischen Motive gab es nun gegenständliche. Schultz bewahrte dennoch einen klassischen Stil und setzte antike Sagenmotive sowie mittelalterlich-religiöse Formen um. Den Zusammenhalt innerhalb der Werkstatt stärkte Schultz durch interne Dichterlesungen, Ausstellungen, Feste und gemeinsam ausgeführte Aufträge.
Die Emailwerkstatt konnte direkt nach dem Krieg die Lehre wieder aufnehmen. Ein Anknüpfen an die Zeit vor 1933 war jedoch nicht möglich. Man unterstellte „bürgerlichen Liberalismus“ sowie „Aufbauunfähigkeit“. Die Formalismus-Realismus-Debatte in Kombination mit wirtschaftlichem Wandel veränderte die Ausrichtung der Ausbildung. 1950 wurde aus der Emailwerkstatt die Versuchswerkstatt Metall und Email. Die Lehre wandelte sich zur Gestaltung von Industrieware, wofür jedoch die Technik des Emaillierens nur bedingt geeignet war. Zu ihren Schülerinnen und Schülern gehörten u. a. Dora Kleemann, Irmtraud Ohme, Karin Riebensahm, Helmut Senf, Armgard Stenzel und Rosemarie Trautmann.
Nach einer Wanderausstellung mit mehreren Stationen in der Bundesrepublik bot man Lili Schultz an, eine Emailklasse an der Werkkunstschule in Düsseldorf aufzubauen. Sie kehrte gemeinsam mit Margarete Ernst im März 1958 der DDR den Rücken und verfasste einen Abschiedsbrief für die Kunsthochschule Burg Giebichenstein. Sie verließ trotz fortgeschrittenen Alters illegal ihr gewohntes Umfeld, denn die Werkkunstschule überzeugte mit der Lehre und mit dem Kunstschaffen ohne politische Unterdrückung. Auch die Überzeugung, unter diesem Druck nicht länger arbeiten zu können, trieb sie an. Die Ziele und Inhalte ihrer bisherigen Lehre übertrug Schultz auf die neue Wirkungsstätte. Die Schüler und Schülerinnen erlernten die Herstellungstechniken umfassend und erwarben Grundkenntnisse in Metallverarbeitung zur Herstellung von Schmuck. Sie schrieb: „alles, was ich seit 1925 getan habe, war richtig und ich werde es nie anders machen“ (Lili Schultz in ihrer Fluchtbegründung für westdeutsche Behörden, 1958). Die Emailkünstlerin konnte ohne politische Beeinflussung in Düsseldorf bis zu ihrer Pensionierung unterrichten. Nach ihrer Pensionierung war sie nach wie vor als Künstlerin tätig. Ihr Ruhesitz war die Gemeinde Seeshaupt am Starnberger See.

## Werke
In ihrer Anfangszeit war Lili Schultz durch Likarz (Wiener Stil) beeinflusst, wechselte dann aber zu expressionistische Formen. Geometrische, sachliche Gestaltungen finden wir im Anschluss an ihre Zeit am Bauhaus. Ihre Gestaltung ist einmalig, nicht wiederholbar, nicht den Zwängen der industriellen Produktion unterworfen. Schultz wurde von der Malerei ihrer Zeit (Expressionismus, Konstruktivismus, Neue Sachlichkeit) vielfältig beeinflusst. Die Künstlerin ist besonders für großformatige Bildplatten bekannt. Darüber hinaus entwarf sie Dosen und Schalen, Schmuckstücke, Porzellane sowie die Innengestaltung von Räumen und Objekten.
Folgende Arbeiten bilden ihre wichtigsten Werke: Orpheus (1956), Blau-Violett (1959), Sphärisch (1961), Verspült (1961). Die große Emaille-Schale im Jahre 1929 ist besonders hervorzuheben. Die abgebildeten Fische wirken nahezu lebendig und sind farbig dargestellt. Die Schale entstand in der Werkstatt der Staatlich-Städtischen Kunsthochschule Burg Giebichenstein. Sie besteht aus Kupfer, ist aufgezogen, bunt emailliert, teilvergoldet, ziseliert und teilweise geätzt. Sie hat die Maße: Höhe 6,7 cm, Durchmesser 32,4 cm. Ein weiteres besonderes Werk von Lili Schultz ist das Emaillebild „Weibliche Heiligenfigur“ (1915/20). Es ist eines der ersten Bilder der Künstlerin. In der Sammlungspräsentation „Wege der Moderne“ im Kunstmuseum Moritzburg werden die bekannt gewordenen Teedosen präsentiert. Mit ihrer wiedergewonnenen künstlerischen Freiheit in der BRD gegen 1958 entstanden sehr bedeutsame Emailarbeiten. Ihre späten Arbeiten stechen durch die Abstraktion im Malerischen und durch die Einfühlung im Figurativen, welche wechselseitig geschieht, hervor. Ihre Erzeugnisse bestehen aus einer Verbindung der freien und der angewandten Kunst und stechen aufgrund ihrer malerischen Abstraktion und ihrer leuchtenden Farbigkeit hervor.
Die Sammlungen des Kunstmuseums Moritzburg Halle (Saale), der Burg Giebichenstein Kunsthochschule Halle, Grassi Museum für Angewandte Kunst in Leipzig, Museum für Angewandte Kunst Köln und Landesmuseum für Kunst und Kulturgeschichte Oldenburg beherbergen Werke der Künstlerin.

## Auszeichnungen
Auf der Weltfachausstellung in Paris 1937 erhielt Lili Schultz eine Goldmedaille. Ihr wurde im Februar 1957 der Goldene Ehrenring der Gesellschaft für Goldschmiedekunst verliehen. 1959 folgte der Bayerische Staatspreis.